# Juan José Panno
Juan José Panno (5 de febrero de 1949, Buenos Aires, Argentina) es un periodista argentino. 

## Trayectoria
Trabajó en los diarios Clarín, La Razón, El Mundo, La Voz y actualmente se desempeña en Página/12. En revistas participó de El Gráfico y Goles. También trabajó en la Radio Belgrano, Radio Nacional, FM La Tribu y Radio Excelsior. Cubrió los Mundiales de Fútbol de Alemania 1974, Argentina 1978, España 1982, México 1986, Francia 1998 y Alemania 2006. En televisión formó parte de plantel de Fútbol de Primera durante varios años, programa que se emitía por Canal 13.
Es el autor de los libros Obras maestras del error, Corazón y pases cortos y Pozo vacante. Además, es coautor de los libros "Los juegos del fútbol", "Días de radio" y "El Abrazo del Ocio", y recopilador del libro de cuentos "Pelotas chicas, pelotas grandes".

### Trayectoria académica
Apodado el "Nene" Panno, estudió periodismo y egresó de la Escuela de Periodismo Deportivo del Círculo de Periodistas Deportivos. Es uno de los cuatro fundadores de la escuela de periodismo general y periodismo deportivo, TEA y Deportea. Los otros creadores de TEA (Taller Escuela Agencia) fueron Carlos Ares, Carlos Ulanovsky, Carlos Ferreira y Jorge Búsico. 
Es el director de un sitio web dedicado a la microficción y a los cuentos cortos, llamado Cuentos y más.